# Jeffrey Mumford
Jeffrey Mumford (* 1955 in Washington, D.C.) ist ein US-amerikanischer Komponist und Musikpädagoge.
Mumford studierte an der University of California, Irvine (B.A., 1977) und der University of California, San Diego (M.A., 1981) und war Schüler von Elliott Carter und Lawrence Moss. Er unterrichtete am Washington Conservatory of Music, war Artist in Residence an der Bowling Green State University sowie Professor für Komposition und Composer in Residence am Konservatorium des Oberlin College und ist Distinguished Professor am Lorain County Community College in Northern Ohio.
Sein umfangreiches kompositorisches Werk wird von führenden Orchestern, Ensembles und Solisten in den USA und im Ausland aufgeführt, und er erhielt Kompositionsaufträge u. a. vom Chamber Orchestra of Philadelphia, der San Antonio Symphony, den Washington Performing Arts, dem Fulcrum Point New Music Project, dem isländischen Duo Harpverk, dem Sphinx Consortium, dem Cincinnati Symphony Orchestra, dem Argento Chamber Ensemble, dem Haydn Trio Eisenstadt, dem Cleveland Orchestra und dem Chicago Symphony Orchestra, und Musikern wie Ole Bohn, Wendy Richman, Sharan Levental, Amy Dissanayake und Mariel Roberts. Neben anderen Auszeichnungen erhielt er ein Guggenheim-Stipendium, sieben Meet-the-Composer Preise sowie den Foundation Grant, den Standard Panel Award und den Aaron Copland Scholarship Award der ASCAP.

## Weblink
- Website von Jaeffrey Mumford